# Gertrude de Lorraine
Gertrude de Lorraine (v. 1082 - 23 mai 1144) était la fille de Thierry II de Lorraine, duc de Lorraine, et Edwige de Formbach. De son union avec Florent II, comte de Hollande, elle devint comtesse de Hollande. Après le décès de son époux, elle assura la régence pour son fils Thierry VI.
Elle est aussi connue comme Gertrude de Haute-Lorraine et Pétronille de Lorraine.

## Biographie
Ayant hérité du nom de sa grand-mère, pour montrer sa fidélité catholique envers le Saint-Siège, elle changea celui-ci de Gertrude en Pétronille, dérivé de Pierre.
Après la mort prématurée de son mari, elle devint régente durant la jeunesse de son fils, Thierry VI. Baudouin VII, comte de Flandre, n'ayant laissé aucun héritier de son sang à sa mort, elle appuya la revendication de son fils pour le titre de comte de Flandre, mais Charles le Bon pouvait éventuellement succéder à Baudouin.
Dans la bataille pour le trône entre Thierry et son jeune frère Florent le Noir, elle appuya le second. Mais dans sa seconde tentative, elle refusa de lui apporter son soutien.
Pétronille fonda une abbaye à Rijnsburg en 1133, où elle fut inhumée après sa mort en 1144.

## Mariages et enfants
De son mariage en 1113, avec Florent II, elle donna naissance à quatre enfants :
- Thierry VI (v. 1115 - 1157) ;
- Florent le Noir (-1132) ;
- Simon, chanoine à Utrecht ;
- Hedwige (-1132), religieuse.